# Antoni Kulbanowski
Antoni Kulbanowski (ur. 7 czerwca 1913 w Zamosłoczu, zm. 7 kwietnia 1945 w Lublinie) – uczestnik II wojny światowej w szeregach Armii Czerwonej i Ludowego Wojska Polskiego, oficer aparatu bezpieczeństwa PRL.

## Życiorys
Pochodził z rodziny chłopskiej. Był synem Józefa i Wiktorii Kulbanowskich. Posiadał wykształcenie niepełne średnie. Kandydat WKP(b), członek PPR.
Przed wojną mieszkał w ZSRR, w 1935 ukończył polskie gimnazjum w Leningradzie, następnie był nauczycielem na Syberii – Irkuck. Od października 1940 do listopada 1943 żołnierz Armii Czerwonej na Dalekim Wschodzie, dowódca plutonu. Od listopada 1943 do marca 1944 żołnierz 1 Warszawskiej Dywizji Piechoty im. Tadeusza Kościuszki (dowódca plutonu). Uczestnik bitwy pod Lenino. Od kwietnia do lipca 1944 słuchacz kursu NKWD w Kujbyszewie. Od 21 sierpnia 1944 w Ministerstwie Bezpieczeństwa Publicznego; w dyspozycji szefa Wojewódzkiego Urzędu Bezpieczeństwa Publicznego w Lublinie, a od 22 sierpnia kierownik Sekcji 1. Wydziału Kontrwywiadu, a następnie Wydziału I WUBP w Lublinie.
Poległ 7 kwietnia 1945 w walce z oddziałem partyzanckim dowodzonym przez Stanisława Łukasika w czasie akcji na Izbę Skarbową w Lublinie.
Pośmiertnie awansowany do stopnia kapitana i odznaczony Krzyżem Walecznych. Pochowany na Cmentarzu Biała w Lublinie. W 1969, z okazji 25-lecia PRL, jego imię nadano Zasadniczej Szkole Energetycznej i Technikum Energetycznemu w Lublinie.